# Léon de Witte de Haelen
Le baron Léon de Witte de Haelen, né le 12 janvier 1857 à Ixelles et mort le 15 juillet 1933 à Meer (Anvers), est un lieutenant-général dans l'armée belge. Il est le vainqueur de la bataille des casques d'argent lors de la Première Guerre mondiale.

## Biographie

### Famille
Léon Alphonse Ernest Bruno de Witte, né le 12 janvier 1857 à Ixelles, est le fils de Louis de Witte, lieutenant-général d'artillerie dans l'armée belge, et d'Élisa du Jardin, fille du baron Aldephonse du Jardin. Son père est anobli en 1858. Il avait épousé le 25 avril 1888 Berthe Lysen à Anvers.

### Carrière militaire
Il entre à l’École royale militaire en 1874 dans la section des armes spéciales. Il est promu sous-lieutenant en 1878. Il demande son transfert vers la cavalerie en 1880 et y est nommé sous-lieutenant au 2e chasseurs à cheval. Il obtient son brevet d’état-major en 1887 et devient de 1906 à 1910, colonel commandant le 1er régiment des guides. Il est promu général-major en 1910 et prend le commandement de la 2e brigade de cavalerie jusqu'en décembre 1913. À cette date, il devient chef de corps de la division de cavalerie nouvellement créée qu'il gardera jusqu'à la fin de la Première Guerre mondiale.

### Première Guerre mondiale et après-guerre

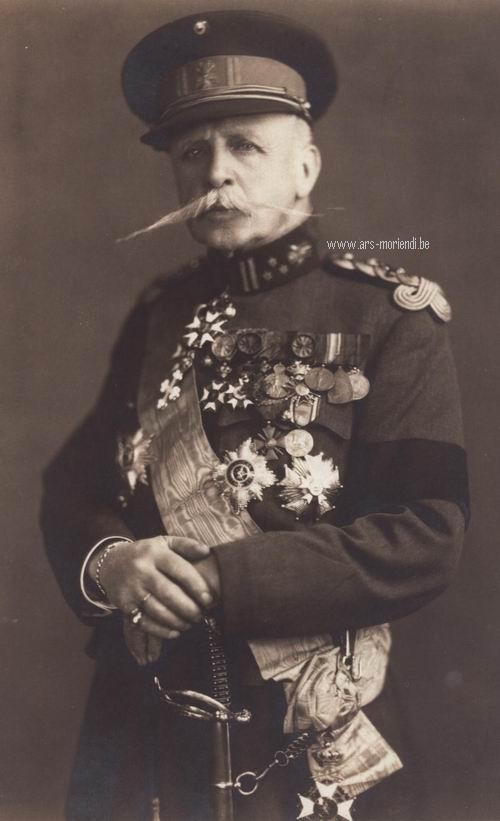
Le baron de Witte de Haelen.

En août 1914, au début de la Première Guerre mondiale, le territoire de la Belgique est envahi par l'armée allemande. Six jours avant la bataille de Haelen, au cours de laquelle il dirigera les forces belges, il est promu lieutenant-général, grade le plus élevé dans la hiérarchie militaire belge. Sa division de cavalerie est placée en couverture à gauche de l'armée belge. Le 12 août 1914, à Haelen sur la rivière Gette, la résistance de la division de cavalerie du général de Witte et de la 4e brigade mixte d'infanterie repousse l'attaque des 4e et 7e divisions de cavalerie allemande. Les casques argentés abandonnés sur le terrain par les cavaliers allemands vaincus servent de trophées aux Belges et vaudront à cette bataille le surnom de « bataille des casques d'argent ». Au cours de cette bataille, le général de Witte s'était porté avec son état-major au moulin de Loxbergen où, pendant des heures, il dirige la bataille sous les obus faisant preuve d'un total mépris de la mort.
En octobre 1914, la division de Léon de Witte se met en évidence lors des sorties belges de la Position fortifiée d'Anvers au Pellenberg, à Aerschot, à Werchter et à Alost. La stabilisation du front de l'Yser et la guerre des tranchées, rendant l'utilisation de la cavalerie impossible, allait par la suite le priver d'actions d'éclat. Au printemps 1915, il fait partie d'une mission en Russie. Il prend ensuite le commandement du 1er corps de cavalerie constitué des 1ère et 2e divisions de cavalerie. Ses troupes participent ainsi par intermittence aux combats. En 1915, il est également nommé inspecteur-général de la cavalerie, poste qu'il occupe jusqu'en 1919.

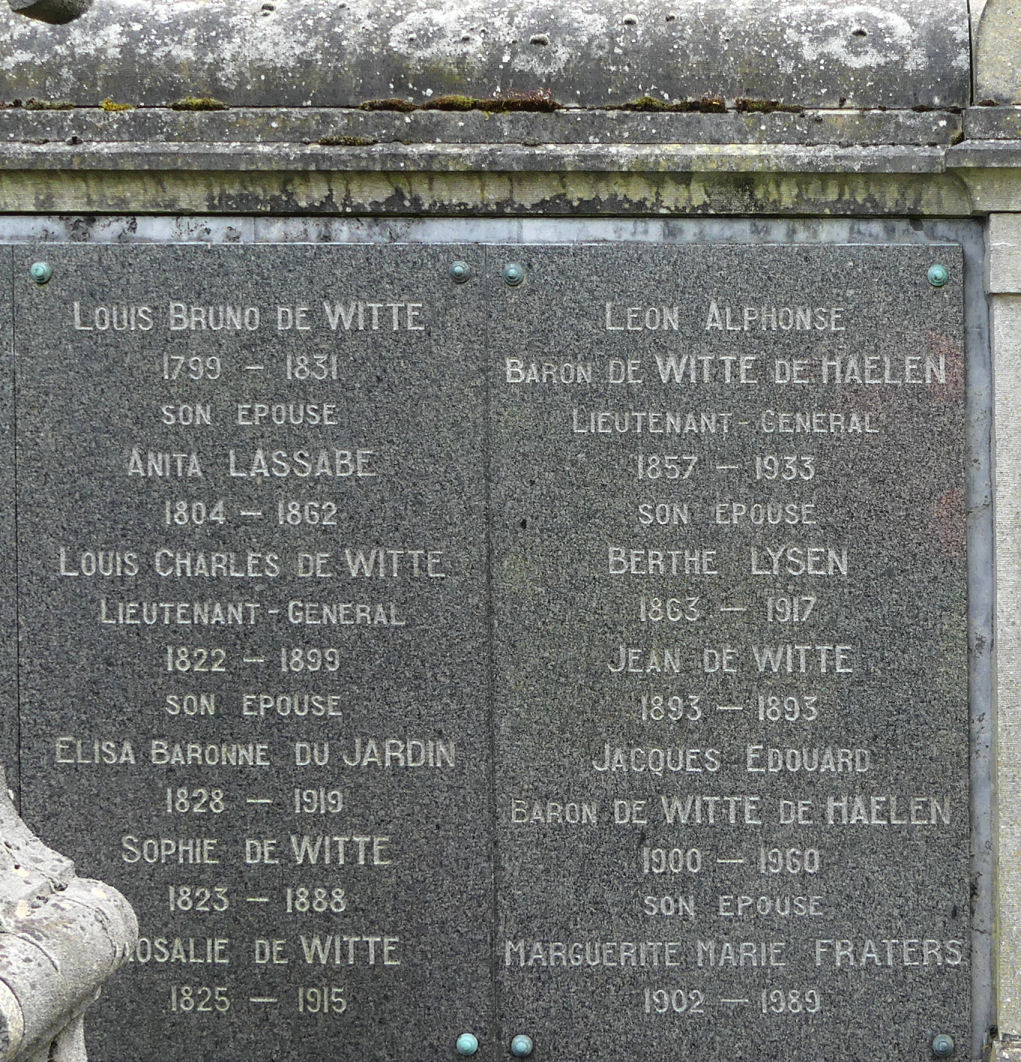
Sépulture de la famille de Witte de Haelen au cimetière de Laeken.

À la suite de son décès le 15 juillet 1933 à Meer, ses funérailles sont célébrées à l'église Sainte-Croix d'Ixelles et il est inhumé au cimetière de Laeken.

## Hommages et décorations
Léon de Witte obtient le 17 juillet 1921 du roi Albert Ier de Belgique la concession du titre de baron transmissible par ordre de primogéniture masculine et, par A.R. du 15 octobre 1928, l'autorisation de faire suivre son nom de celui de Haelen, pour son courage et honorer sa victoire contre les troupes allemandes lors de la Bataille des casques d'argent d'Haelen.

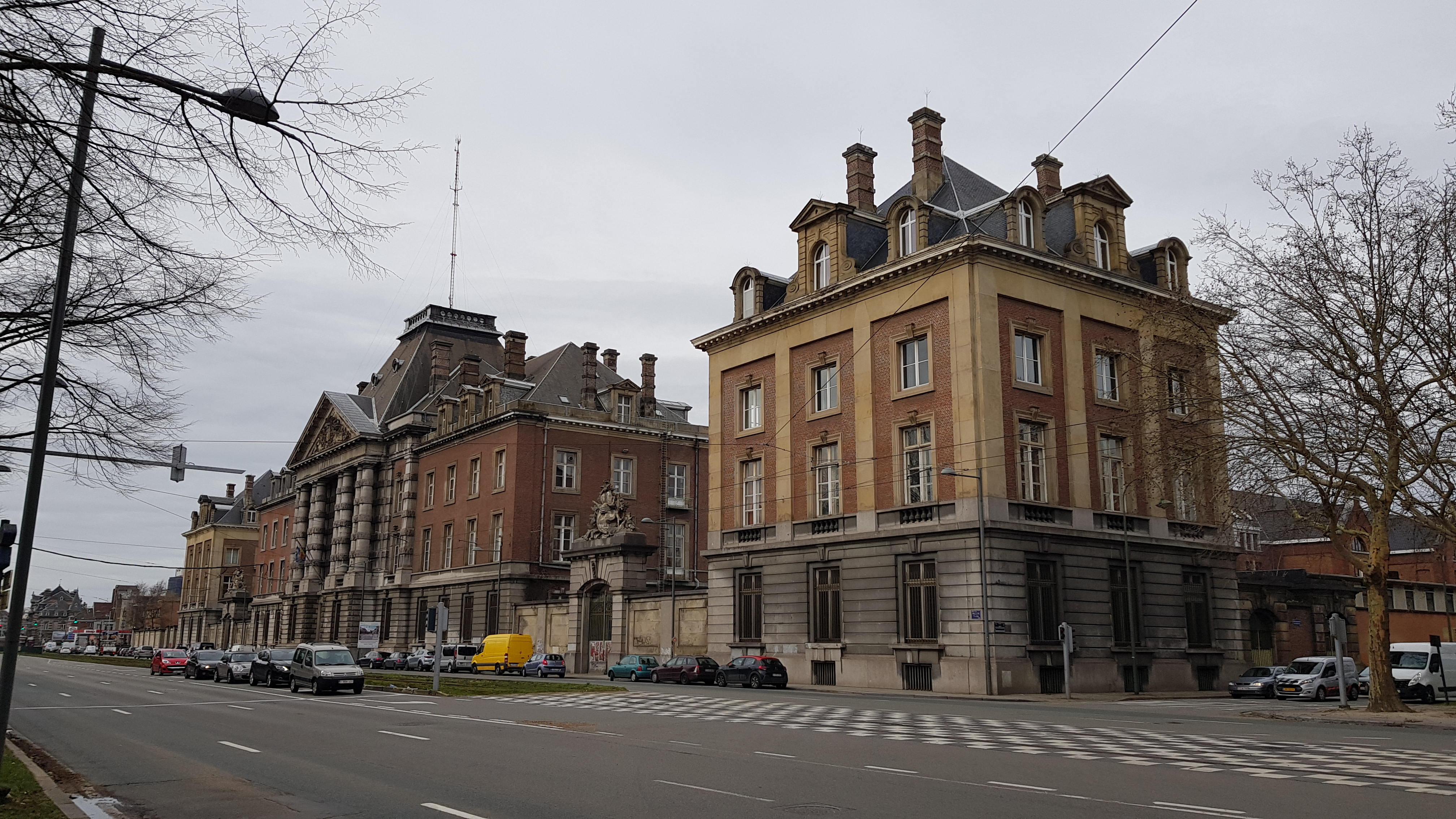
La caserne Général Baron de Witte de Haelen à Etterbeek.

Son nom a été donné à la Caserne Lieutenant-général baron de Witte de Haelen, devenue caserne de la Police fédérale de Belgique située sur le boulevard Général Jacques à Etterbeek, ainsi qu'à une rue de la commune de Bruxelles-ville.
Il a reçu les distinctions suivantes :
- Grand cordon de l'ordre de Léopold avec palme en 1924 (Belgique).
- Grand officier de l'ordre de la Couronne avec palme (Belgique).
- Croix de guerre  14-18 belge avec palme (Belgique).
- Médaille de la Victoire (Belgique).
- Croix Militaire de 1re Classe (Belgique).
- Médaille commémorative de la guerre 1914-1918 (Belgique).
- Commandeur de la Légion d'honneur (France).
- Croix de guerre 1914–1918 (France)
- Commandeur de l'Ordre du Double Dragon de Chine.
- Grand Croix de l'Ordre de Sainte-Anne avec Glaives (Russie).
- Grand Croix de l'Ordre de l'Épée (Suède).
- Grand Officier de l'Ordre du Bain (Grande-Bretagne).
- Commandeur de l'ordre des Saints-Maurice-et-Lazare (Italie).
- Commandeur de l'Ordre du Lion et du Soleil (Perse).